# Euclystis polyoperas
Euclystis polyoperas är en fjärilsart som beskrevs av William Schaus 1921. Euclystis polyoperas ingår i släktet Euclystis och familjen nattflyn. Inga underarter finns listade i Catalogue of Life.